# Cirrochroa lunulata
Cirrochroa lunulata is een vlinder uit de familie van de Nymphalidae. De wetenschappelijke naam van de soort is voor het eerst geldig gepubliceerd in 1884 door Kheil.